# Craspedoma
Craspedoma là một chi ốc nhiệt đới có nắp, là động vật thân mềm chân bụng sống trên cạn thuộc họ Cyclophoridae.

## Các loài
Các loài thuộc chi Craspedoma bao gồm:
- Craspedoma costata
- Craspedoma hespericum
- Craspedoma lyonnetianum
- Craspedoma trochoideum